# Christina Wolfe
Christina Wolfe (* 8. September 1989 in London, England als Christina Ulfsparre Fury) ist eine britisch-US-amerikanische Schauspielerin und Synchronsprecherin.

## Leben
Wolfe wurde am 8. September 1989 in London als Tochter der Spanierin Esther Sanchez-Ocaña und des Schweden Göran Ulfsparre geboren. Sie hat zwei Geschwister: eine Schwester und einen Bruder. Sie verbrachte einen Großteil ihrer Kindheit und Jugend in Spanien, unter anderem in Madrid, und spricht daher auch fließend Spanisch. Sie besuchte die University of Durham und studierte Englisch und Philosophie. Sie absolvierte ihre Schauspielausbildung am Drama Studio London.
2010 debütierte sie in drei Episoden der Fernsehserie Doctor Mateo in der Rolle der Inga. 2014 spielte sie in einer Reihe von Spielfilmen mit. So hatte sie Nebenrollen in The Legend of Sleeping Beauty – Dornröschen, Herz aus Stahl und From A to B inne und stellte Prinzessin Theodora in Hercules Reborn dar. Von 2016 bis 2018 verkörperte sie die Rolle der Kathryn Davis in 17 Episoden der Fernsehserie The Royals. Von 2019 bis 2021 spielte sie die Rolle der Julia Pennyworth in elf Episoden der Fernsehserie Batwoman. Von 2023 bis 2024 war sie in der Fernsehserie The Ark als Cat Brandice zu sehen. Von 2024 bis 2025 mimte sie in 34 Episoden der Fernsehserie FBI: International die Rolle der FBI SA Amanda Tate.
Als Synchronsprecherin war Wolfe unter anderen in den Computerspielen Need for Speed, Tom Clancy’s Ghost Recon Breakpoint oder auch Total War: Warhammer III zu hören.

## Filmografie (Auswahl)
- 2010: Doctor Mateo (Fernsehserie, 3 Episoden)
- 2013: Spot (Kurzfilm)
- 2014: The Legend of Sleeping Beauty – Dornröschen (Sleeping Beauty)
- 2014: Hercules Reborn
- 2014: Herz aus Stahl (Fury)
- 2014: From A to B
- 2014: West End Girls (Fernsehfilm)
- 2015: Drowning in Sunshine (Miniserie)
- 2015: Serial Thriller: Angel of Decay (Serial Thriller, Fernsehserie, Episode 1x02)
- 2015: Playhouse Presents (Fernsehserie, Episode 3x09)
- 2015: Yours Accidentally (Kurzfilm)
- 2016: Angel of Decay
- 2016: Holby City (Fernsehserie, Episode 18x42)
- 2016: Level Up
- 2016–2018: The Royals (Fernsehserie, 17 Episoden)
- 2018: Tin Holiday
- 2019: Icarus Rising (Kurzfilm)
- 2019: Very Valentine (Fernsehfilm)
- 2019–2021: Batwoman (Fernsehserie, 11 Episoden)
- 2020: The (Un)Holy Trinity (Kurzfilm)
- 2022: The Weekend Away
- 2023–2024: The Ark (Fernsehserie, 14 Episoden)
- 2024–2025: FBI: International (Fernsehserie, 34 Episoden)

## Synchronisationen (Auswahl)
- 2015: Need for Speed (Computerspiel)
- 2019: Tom Clancy’s Ghost Recon Breakpoint (Computerspiel)
- 2022: Total War: Warhammer III (Computerspiel)